# Szczelina w Tomanowym Grzbiecie V
Szczelina w Tomanowym Grzbiecie V – jaskinia w Dolinie Kościeliskiej w Tatrach Zachodnich. Wejście do niej znajduje się w Tomanowym Grzbiecie od strony Wąwozu Kraków, powyżej Kazalnicy i Szczeliny w Tomanowym Grzbiecie IV, na wysokości 1808 metrów n.p.m. Długość jaskini wynosi 6 metrów, a jej deniwelacja 3,5 metrów.

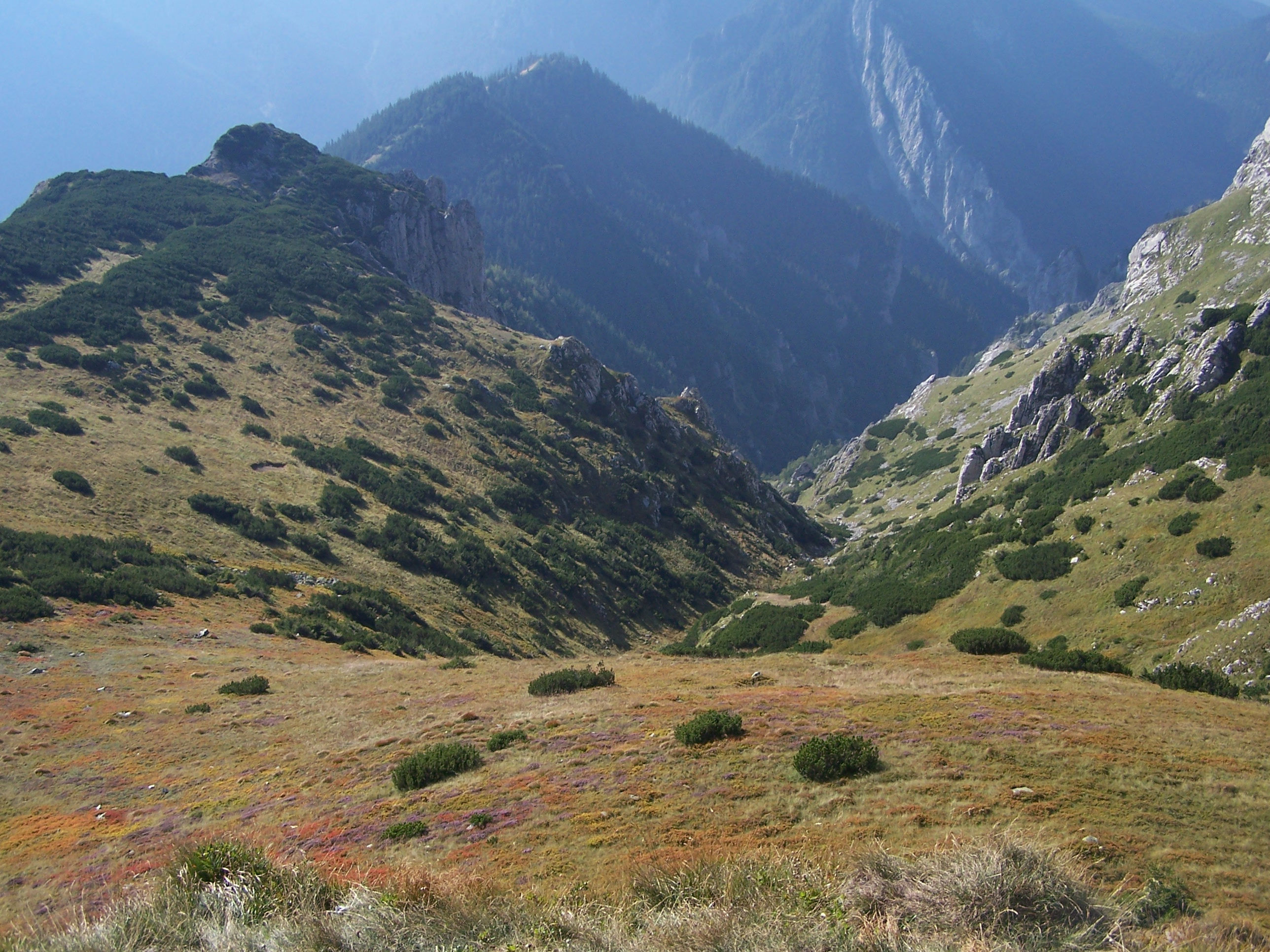
Tomanowy Grzbiet i górna część Wąwozu Kraków

## Opis jaskini
Jaskinię stanowi szczelinowy, obszerny, idący na początku w dół, a następnie w górę, korytarz zaczynający się w bardzo wysokim, szczelinowym otworze wejściowym i kończący gładką ścianą. Wzdłuż ściany odchodzi krótki, szczelinowy korytarzyk.

## Przyroda
W jaskini brak jest nacieków. Na ścianach rosną mchy i porosty.

## Historia odkryć
Jaskinia była prawdopodobnie znana od dawna. Jej pierwszy plan i opis sporządziła I. Luty przy pomocy J. Iwanickiego (juniora) i M. Kurczewskiego w 1994 roku.